# Derniers Chrysanthèmes
Pour plus de détails, voir Fiche technique et Distribution.
Derniers Chrysanthèmes (晩菊, Bangiku) est un film japonais réalisé par Mikio Naruse, d'après une œuvre de Fumiko Hayashi et sorti en 1954.

## Synopsis
Une ancienne geisha, Kin Kurahashi, ayant renoncé depuis longtemps au métier de l'amour, consacre ses jours à faire fructifier son capital dans une rue populeuse de Tôkyô. Dure en affaires, elle ne fait aucune concession aux mauvais payeurs. Deux de ses anciennes consœurs, Tomi et Tamae, engluées dans la misère et l'alcoolisme et ne pouvant régler leurs loyers, en font la triste expérience. Parmi les anciens amants de Kin, Seki et Tabe cherchent à la revoir. Seki, parti en Mandchourie, à la suite d'un double suicide raté, lui réclame un prêt de 10 000 yens. Kin le traite froidement et rétorque qu'elle n'accordera rien à quelqu'un qui a tenté de l'assassiner. Remplie d'espoir à l'égard de Tabe, à qui elle demeure encore attachée, Kin déchante très vite, car celui-ci se révèle aussi intéressé que Seki. Déçue, elle confie à sa servante sourde-muette : « J'étais si contente quand j'ai su qu'il venait, alors que c'était pour de l'argent. Il est devenu tellement banal, d'ailleurs tout le monde l'est. » Elle brûle dès lors la photo de Tabe qu'elle conservait et se montre parfaitement inflexible. Kin apprend, par ailleurs, l'arrestation de Seki pour malversations. Cette nouvelle ne lui cause nulle émotion particulière et n'interrompt en rien ses activités lucratives.

## Fiche technique
- Titre original : 晩菊 (Bangiku?)
- Titre français : Derniers Chrysanthèmes
- Titre français alternatif : Chrysanthèmes tardifs
- Réalisation : Mikio Naruse
- Scénario : Sumie Tanaka et Toshirō Ide (ja), d'après trois nouvelles de Fumiko Hayashi : Derniers chrysanthèmes (晩菊, Bangiku?), Asphodèle (水仙, Suisen?) et Héron de neige (白鷺, Shirasagi?)[1]
- Photographie : Masao Tamai (ja)
- Montage : Eiji Ōi
- Décors : Satoru Chūko (ja)
- Musique : Ichirō Saitō
- Producteur : Sanezumi Fujimoto
- Société de production : Tōhō
- Pays de production :  Japon
- Langue originale : japonais
- Format : noir et blanc - 1,37:1 - 35 mm - son mono
- Genre : drame
- Durée : 101 minutes
- Dates de sortie :
  - Japon : 15 juin 1954[2]
  - France : 10 novembre 2021[3]

## Distribution
- Haruko Sugimura : Kin Kurahashi
- Sadako Sawamura : Nobu
- Chikako Hosokawa : Tamae
- Yūko Mochizuki : Tomi
- Ken Uehara : Tabe
- Hiroshi Koizumi : Kiyoshi, le fils de Tamae
- Ineko Arima : Sachiko, la fille de Tomi
- Bontarō Miake (ja) : Seki
- Sōnosuke Sawamura (ja) : Sentarō
- Daisuke Katō : Itaya
- Haruna Kaburagi : Shizuko, la servante sourde et muette de Kin
- Yoshiko Tsubouchi
- Yaeko Izumo : femme de chambre dans un hôtel

## Commentaire
« Le monde de Derniers Chrysanthèmes est terriblement étroit, sombre et sec – seuls les plans narusiens de la pluie expriment de l’extérieur la tristesse qui étreint l’esprit des personnages. Un moment très court vient cependant extraordinairement illuminer d’un sourire coquin et coquet ce tableau désespérant, à la toute fin… quand Tomi imite, un peu moqueuse, la démarche chaloupée de Marilyn Monroe, à la mode chez les jeunes nippones. »

— Enrique Seknadje sur Culturopoing

## Distinctions
- 1955 : Blue Ribbon Award de la meilleure actrice dans un second rôle pour Yūko Mochizuki[5]
- La revue Kinema Junpō classe Derniers Chrysanthèmes à la 7e place de son classement des dix meilleurs films japonais de l'année 1954[1],[6].